# Rümpel
Rümpel es un municipio situado en el distrito de Stormarn, en el estado federado de Schleswig-Holstein (Alemania). Tiene una población estimada, a mediados de 2022, de 1291 habitantes.
Está ubicado al sur del estado, al noreste de Hamburgo y el río Elba y al suroeste de la ciudad de Lübeck.